# Каизен
Термин кајзен (改善, значи „унапређење“ или „промену набоље“) је реч усвојена из јапанског језика која се односи на филозофију или праксу усмерену ка континуираном побољшању и напретку сфера производње, инжењеринга и пословања. Овај принцип се такође примењује и у медицини, психијатрији, банкарству и другим државним и приватним секторима. Кајзен је први пут имплементиран у неколико јапанских предузећа током опоравка земље после Другог светског рата и од тада се проширио и на пословање широм света.

## Упознавање
Јапанска реч кајзен значи просто побољшање, и нису битни додаци стално или јапанска филозофија. Реч се односи на свако побољшање, било једнократно или континуирано, велико или мало[3].
Кајзен је суштински свакодневна активност, чији циљ превазилази једноставно побољшање продуктивности. То је процес који, када се уради правилно, хуманизује радно место, елиминише претерано тежак рад мури (無理) и учи људе како да врше испитивања сопственог рада (користећи научне методе) и елиминишући шкарт у процеса пословања. Филозофија кајзен-а се може дефинисати као враћање мисаоног тока у аутоматизовано производно окружење.
Људи на свим нивоима организације могу да учествују у кајзену, почевши од директора па до приправника. Кајзен може да се односи на појединаца, као и мале или велике групе. Промене се обично тичу побољшања на локалном нивоу у оквиру радне станице или често укључују мале групе које побољшавају радно окружење и продуктивност. Кајзен на широко укршта одељења у предузећима, генерише укупно управљање квалитетом, и ослобађа људски рад кроз побољшавање продуктивности коришћењем машинских и рачунарских ресурса.
Док кајзен обично испоставља мања побољшања, култура континуираног напретка поравнава мала побољшања и стандардизацију; дајући много веће резултате у облику уједињеног побољшања продуктивности. Ова филозофија се разликује од програма напретка тзв. команде и контроле, током средине XX. века. Кајзен обухвата израду методологије и праћење промена резултата, накнадним подешавањем. Пред-планирања великих обима као и дуготрајна пројектовања су замењена мањим испитивањима, који се могу брже и ефикасније прилагодити новим предлозима побољшања. У модерној употреби, кајзен је дизајниран како би се фокусирао на одговарање одређених питања у току седмице; такоње назван и као кајзен блиц или кајзен догађај. Они су ограничени у обиму и питања која произилазе из њих се обично користе у каснијим разматрањима (кајзен блиц-а).

## Превод
Идеограми којима се пише реч кајзен су: 
改善 - на јапанском кајзен
改 - (кај) значи промена или исправити
善 - (zен) значи добро

## Имплементација
Тојотин производни систем је познат по кајзену, где се од особља свих рангова очекује да зауставе производне линије у случају било каквих абнормалности и заједно са својим супервизором, предложе побољшање како би решили аномалију (што покреће кајзен).
Циклус кајзен активности се могу дефинисати као: 
- Стандардизовати операције

- Мерити стандардизоване операције (пронаћи време циклуса и количине залиха у процесу)

- Баждарити мере према захтевима

- Иновације да испуне услове и повећају продуктивност

- Стандардизовати нове, побољшане операције

- Наставак циклуса бесконачности

То је такође познато као Шеврхет циклус, циклус Хоббс, или ПДЦА. 
Масаки Имаи је прославио термин у својој књизи Кајзен: кључ јапанске такмичарске успешности.
Кључни елементи кајзена су квалитет, труд, учешће свих запослених, спремност на промене, и комуникација.

## Пет главних елемената Кајзена:
- Тимски рад
- Лична дисциплина
- Побољшан морал
- Кругови квалитета
- Предлози за побољшање

## Главни резултати:
- Елиминација шкарта муда (無駄) и оснивање ефикасности
- Кајзен 5С оквир за добро организовану производњу:
  - Сејри - чистоћа
  - Сејтон - уредност
  - Сејсо - савршеност
  - Сејкецу - стандардизација чишћења
  - Шицуке - дисциплина
- Стандардизација